# Айрън (окръг, Уисконсин)
Вижте пояснителната страница за други значения на Айрън.
Окръг Айрън (на английски: Iron County) е окръг в щата Уисконсин, Съединени американски щати. Площта му е 2380 km². Към преброяването от 2010 г. населението е 5 916, което го прави третият най-малко населен окръг в Уисконсин. Административен център е град Хърли. Кръстен е на изобилието от желязна руда, открита в границите му.

## География
Според Бюрото за преброяване на САЩ  окръгът има обща площ от 919 квадратни мили (2380 km2) , от които 758 квадратни мили (1960 km2) са земя и 161 квадратни мили (420 km2) (18%) са вода.

## Съседни окръзи
- Окръг Вилас - изток, югоизток
- Окръг Прайс - югозапад
- Окръг Ашланд - запад
- Окръг Гогибик, Мичиган - североизток